# إيثان ديزون
إيثان ديزون (بالإنجليزية: Ethan Dizon)‏ هو ممثل أمريكي بدأ مسيرته الفنية سنة 2008.

## الأعمال

### أفلام
- الرجل العنكبوت: العودة للوطن (2017)

### مسلسلات
- كيف قابلت أمكما (2008) (بدور: بن)
- غريز أناتومي (2012) (بدور: شون)
- جيمي كيميل لايف! (2013)
- الدوري (2014)
- نيكي ريكي ديكي ودون (2015)

## روابط خارجية
- إيثان ديزون على موقع IMDb (الإنجليزية)
- إيثان ديزون على موقع قاعدة بيانات الفيلم (الإنجليزية)